# Tiago Caeiro
Tiago David Janeiro Caeiro (Vila Franca de Xira, 29 marzo 1984) è un ex calciatore portoghese, di ruolo attaccante.

## Caratteristiche tecniche
Gioca come punta centrale.

## Palmarès

### Club

#### Competizioni nazionali
- Segunda Liga: 1

Belenenses: 2012-2013